# ارتل
ارتل (به عربی: أرتل) یک منطقهٔ مسکونی در یمن است که در استان صنعا واقع شده‌است.